# 卡尔穆-达马塔
卡尔穆-达马塔（葡萄牙語：Carmo da Mata）是巴西米纳斯吉拉斯州的一个市镇。总面积356.658平方公里，总人口10942人，人口密度30.7人/平方公里。